# Aeon Unveils the Thrones of Decay
Aeon Unveils the Thrones of Decay treći je studijski album njemačkog ekstremnog metal sastava Downfall of Gaia. Album je 7. studenog 2014. godine objavila diskografska kuća Metal Blade Records.

## Popis pjesama
Tekstovi: Dominik Goncalves dos Reis. 
| 1.    | »Darkness Inflames These Sapphire Eyes« | 9:38  |
| 2.    | »Carved into Shadows«                   | 10:20 |
| 3.    | »Ascending the Throne«                  | 2:37  |
| 4.    | »Of Stillness and Solitude«             | 8:14  |
| 5.    | »To Carry Myself to the Grave«          | 8:56  |
| 6.    | »Whispers of Aeon«                      | 11:50 |
| 7.    | »Excavated«                             | 8:34  |
| 60:09 |                                         |       |

## Zasluge
Downfall of Gaia
- Anton Lisovoj – vokali, bas-gitara
- Dominik Goncalves dos Reis – vokali, gitara
- Peter Wolff – vokali, gitara
- Michael Kadnar – bubnjevi

Ostalo osoblje
- Jack Shirley – miksanje
- Brad Boatright – mastering
- Christoph Scheidel – snimanje
- Alex Mody – fotografija